# Jelle Van Damme
Jelle Francois Maria Van Damme (født 10. oktober 1983 i Lokeren, Belgien) er en belgisk fodboldspiller, der spiller som venstre back, central forsvar eller venstre midtbanespiller hos Antwerpen i Jupiler League. Han har spillet for klubben siden 2017. Tidligere har han repræsenteret blandt andet Germinal Beerschot og Anderlecht i hjemlandet, AFC Ajax i Holland, tyske Werder Bremen, samt Southampton F.C. og Wolverhampton i England.
Van Damme var med Ajax med til at vinde det hollandske mesterskab i 2004. Hos Anderlecht hjalp han hovedstadsklubben til det belgiske mesterskab i både 2007 og 2010, ligesom det i 2008 blev til triumf i landets pokalturnering.

## Landshold
Van Damme står (pr. marts 2018) noteret for 31 kampe for Belgiens landshold, som han debuterede for den 29. marts 2003 i en venskabskamp mod Kroatien.

## Titler
Hollandske mesterskab
- 2004 med Ajax Amsterdam

Belgiske mesterskab
- 2007 og 2010 med Anderlecht

Belgiske pokalturnering
- 2008 med Anderlecht